# 프랙처드
《프랙처드》(영어: Fractured)는 미국에서 제작된 브래드 앤더슨 감독의 2019년 심리 스릴러 영화이다. 샘 워딩턴 등이 출연하였다.
이 영화는 2019년 9월 22일 판타스틱 페스트에서 전 세계 최초로 상영되었다. 2019년 10월 11일 넷플릭스에서 공개되었다.

## 줄거리
주인공은 아내와 사고로 다친 어린 딸을 데리고 병원에 간다. 그러나 병원에서 모녀가 사라지고 아내와 딸의 존재 자체를 병원 사람들이 부정하자, 아내와 딸을 찾기 위해 온갖 노력을 한다.

## 출연
- 샘 워딩턴
- 릴리 레이브
- 아조아 안도
- 스티븐 토볼라우스키